# Lovozerita
La lovozerita és un mineral de la classe dels silicats, que pertany al grup de la zirsinalita-lovozerita. Rep el nom del districte de Lovozero, a Rússia, on es troba la seva localitat tipus.

## Característiques
La lovozerita és un silicat de fórmula química Na₂Ca(Zr,Ti)(Si₆O₁₂)[(OH)₄O₂]·H₂O. Cristal·litza en el sistema monoclínic. La seva duresa a l'escala de Mohs és 5.
Segons la classificació de Nickel-Strunz, la lovozerita pertany a «09.CJ - Ciclosilicats amb enllaços senzills de 6 [Si₆O18]12- (sechser-Einfachringe), sense anions complexos aïllats» juntament amb els següents minerals: bazzita, beril, indialita, stoppaniïta, cordierita, sekaninaïta, combeïta, imandrita, kazakovita, koashvita, tisinalita, zirsinalita, litvinskita, kapustinita, baratovita, katayamalita, aleksandrovita, dioptasa, kostylevita, petarasita, gerenita-(Y), odintsovita, mathewrogersita i pezzottaïta.

## Formació i jaciments
Va ser descoberta al riu Upper Elmaraiok, al districte de Lovozero (óblast de Múrmansk, Rússia). També ha estat descrita en altres indrets de l'óblast de Múrmansk, aix com als Estats Units, el Canadà, Romania, Dinamarca i Suècia.